# Maurycy Frydman
Maurycy Frydman lub Swami Bharatananda (także: Maurice Frydman, Frydman-Mor, ur. 1901 w Warszawie, zm. 9 marca 1977 w Indiach), polski Żyd zamieszkały w Indiach, inżynier i działacz społeczny, uczeń mahatmy Ghandiego, uczestnik ruchu na rzecz niepodległości Indii, współtwórca Biblioteki Polsko-Indyjskiej.

## Życiorys
Urodzony w rodzinie polskich Żydów o nazwisku Friedman. Przyjechał do Indii w drugiej połowie lat 30. wraz z grupą żydowskich emigrantów z Polski.
Odniósł sukces jako dyrektor elektrowni w Bangalore. Zafascynowany filozofią hinduizmu, przyjął tę religię i w końcu stał się sannjasinem (wyrzeczonym). Wraz z Gandhim i radżą Aundh przygotował tekst „Deklaracji Listopadowej”, która w latach 1938-39 uczyniła z monarchii Aundh republikę.
Frydman był uczniem Gandhiego i mieszkał w jego aśramie, gdzie udoskonalił konstrukcję kołowrotka do przędzenia, używanego przez Gandhiego i jego naśladowców w ramach walki z angielskim monopolem na tkaniny.
Frydman był również bliskim współpracownikiem Nehru, a jego mistrzami duchowymi byli Ramana Mahariszi i Krishnamurti.
Był też długoletnim przyjacielem Nisargadatty Maharadża, (guru nurtu adwajty), który uznawał Frydmana za „oświeconą duszę”. Frydman przetłumaczył na język angielski i opublikował w 1973 r. w książce pt. I Am That nagrane rozmowy z Nisargadattą Maharadżem. Nisargadatta towarzyszył Frydmanowi w jego ostatnich chwilach.
Frydman pomógł Wandzie Dynowskiej w założeniu (w 1944 r.) i prowadzeniu Biblioteki Polsko-Indyjskiej, serii wydawniczej propagującej wymianę kulturalną między Polską i Indiami, w tym tłumaczenia najważniejszych hinduskich dzieł filozoficzno-religijnych oraz publikowanie w Indiach tłumaczeń dzieł największych polskich poetów.
Podczas II wojny światowej Frydman zaangażował się w przesiedlanie z Syberii polskich sierot, które władze ZSRR wywiozły tam w latach 1939–1941 z anektowanych polskich Kresów Wschodnich. Dzieci były transportowane przez Iran (z armią gen. Andersa) do Indii, Kenii i Nowej Zelandii.
Po 1959 r. Frydman wraz z Dynowską pomagał uchodźcom tybetańskim w Indiach, organizując szkolnictwo i zaplecze socjalne.